# Anoka (Minnesota)
Anoka é uma cidade localizada no estado americano de Minnesota, no Condado de Anoka.

## Demografia
Segundo o censo americano de 2000, a sua população era de 18.076 habitantes. 
Em 2006, foi estimada uma população de 17.501, um decréscimo de 575 (-3.2%).

## Geografia
De acordo com o United States Census Bureau tem uma área de 
18,6 km², dos quais 17,3 km² cobertos por terra e 1,3 km² cobertos por água.

## Localidades na vizinhança
O diagrama seguinte representa as localidades num raio de 8 km ao redor de Anoka. 